# Коновалець Ольга Степанівна
Ольга Степанівна Коновалець (до шлюбу Федак, 23 березня 1896, м. Львів — 6 червня 1979, м. Рим, Італія) — дружина та соратниця голови ОУН Євгена Коновальця.

## Життєпис
Народилася 23 березня 1896 року у Львові в родині відомого громадського діяча та філантропа Степана Федака та активної учасниці жіночого просвітницького руху Марії Федак-Січинської. Мала двох братів: Степан Федака-Смок та Богдан і п'ять сестер: Олена Федак-Шепарович, Софія Федак-Мельник (дружина Андрія Мельника), Марія, Оксана, Анна).
В дитинстві страждала на хворобу легень, наслідки якої відчувала згодом постійно.

Зліва праворуч. Стоять: Євген Коновалець, невідома, Зенон Кузеля, Ольга Кузеля, Ольга Коновалець, Омелян Сеник, Ріхард Ярий, Степан Федак-молодший. Сидять: невідома, Юліан Головінський, Ольга Яра. Берлін 1927 рік.

Закінчила Віденську консерваторію по класу скрипки.
Вийшла заміж за Євгена Коновальця. Вінчання відбулося 18 лютого 1922 року напівтаємно в греко-католицькій церкві с. Мшана (нині Городоцька міська громада, Львівська область). Вінчав молодих о. Лукіян Січинський (дідусь Ольги) та о. Леонтій Куницький — парох собору Святого Юра, свідками вінчання були полковник Армії УНР Юрій Отмарштейн та поет Лев Лепкий. Виїхала з чоловіком до Німеччини. 1 січня 1924 року в подружжя у Берліні народився син Юрій.
Сім'я проживала у Берліні, Женеві та Римі. Під час проживання у Швейцарії закінчила навчання на здобуття фаху бібліотекаря, її атестаційною роботою було дослідження видавничої діяльності російських революціонерів.
Разом з чоловіком та самостійно брала участь у різних заходах української діаспори, зокрема про її участь 1930 року у вечорі на честь Тараса Шевченка в готелі «Метрополь» в Женеві так написав громадський та релігійни діяч Євген Бачина-Бачинський: 
| На святі була п. Ольга. Коли вона увійшла в супроводі В. Панейка, то це була ціла сенсація.[6] |
Не втручаючись в організаційні питання, брала участь також у певній діяльності в рамках ОУН, зокрема, на доручення лідера ОУН пересилала необхідні кошти.
Після убивства Євгена Коновальця 23 травня 1938 вилетіла через три дні до Роттердаму та брала участь у впізнанні чоловіка та похороні. Повернулася до Риму, оселилась на вулиці Люнготевере Фляміно № 74, працювала на різних роботах, в тому числі в бібліотеці кардинала Йосифа Сліпого. Спілкувалася з представниками української діаспори, підтримувала заходи із збереження пам'яті про Євгена Коновальця, передала власну біблотечну колекцію до архіву Осередку української освіти та культури у Вінніпезі (Канада).
Померла 6 червня 1979 року, похована разом із сином на цвинтарі «Кампо Верано».